# Maykel Massó
Maykel Demetrio Massó, född 8 maj 1999 i Santiago de Cuba, Kuba, är en kubansk friidrottare (längdhoppare). Tävlande vid olympiska sommarspelen 2016 och bronsmedaljör vid olympiska sommarspelen 2020.
Massós personliga rekord är 8,39 meter utomhus (+0,6 m/s, Havanna 2021) och 8,08 meter inomhus (Karlsruhe 2021).